# Nikolay Chebotko
Nikolay Sergeyevich Chebotko (en russe : Николай Сергеевич Чеботько), né le 29 octobre 1982 à Chtchoutchinsk et mort le 24 janvier 2021 à Bourabay, est un fondeur kazakh.
Il a remporté une victoire en Coupe du monde en sprint par équipes aux côtés de Denis Volotka le 7 décembre 2012 à Québec. Il compte aussi trois podiums dans des étapes du Tour de ski. Il a également participé à quatre éditions des Jeux olympiques d'hiver et à sept éditions des Championnats du monde dont celle de 2013, où il obtient la médaille de bronze en compagnie d'Alexey Poltoranin en sprint par équipes.

## Biographie
Il dispute sa première course internationale en 2000 à l'occasion des Championnats du monde junior à Štrbské Pleso. Fin 2001, il est au départ de sa première course en Coupe du monde, puis  prend une bonne cinquième place aux Championnats du monde junior à Schonach sur trente kilomètres. Il est alors envoyé pour ses premiers jeux olympiques à Salt Lake City, où son meilleur résultat individuel est 22e sur le trente kilomètres. En 2003, il obtient sa première distinction au haut niveau avec une victoire sur le sprint de l'Universiade, qui précède sa première sélection aux championnats du monde à Val di Fiemme.
Lors de la saison 2003-2004, Chebotko marque directement ses premiers points en Coupe du monde au sprint de Düsseldorf (27e) et aide plus tard le relais à finir quatrième à La Clusaz.
En janvier 2006, il intègre pour la première fois le top dix d'une épreuve individuelle de Coupe du monde avec le septième rang au sprint d'Oberstdorf. Un mois plus tard, il honore sa deuxième sélection aux Jeux olympiques à Turin, finissant notamment sixième du sprint par équipes.
Lors du Tour de ski 2007-2008, il signe son premier podium dans l'élite avec une deuxième place au sprint libre à Asiago. Lors du Tour de ski 2008-2009, il connaît encore plus de réussite avec ses deux troisièmes places sur le quinze kilomètres classique à Nové Město et au vingt kilomètres classique a Val di Fiemme.
Aux Jeux olympiques d'hiver de 2010, à Vancouver, il obtient ses meilleurs résultats en quatre participations aux jeux avec une treizième place en sprint individuel et une cinquième place en sprint par équipes.
Lors de la saison 2013, il est en début de saison 9e dans le relais à Gällivare et 44e dans le Nordic Opening. Le 7 décembre 2012 à Québec, il crée la surprise avec son équipier Denis Volotka en remportant la première épreuve de Coupe du monde par équipes du Kazakhstan, devant les Russes et les Norvégiens. Un an plus tard, le Kazakh monte sur un deuxième podium en sprint par équipes à Asiago, ce qui représente aussi son ultime top dix aussi. Aux Jeux olympiques d'hiver de 2014, à Sotchi, il termine 25e du sprint libre, 33e du quinze kilomètres classique et huitième du sprint par équipes.
Il participe à sa dernière compétition majeure en 2019 aux Championnats du monde à Seefeld.
Chebotko meurt en janvier 2021 à la suite d'un accident de voiture.

## Palmarès

### Jeux olympiques d'hiver
Nikolay Chebotko a pris part à quatre éditions des Jeux olympiques d'hiver avec pour meilleur résultat une 5e place en sprint par équipes en 2010 aux côtés d'Alexey Poltoranin.
| Épreuve / Édition      | Sprint                           | Sprint                           | 15 km                            | 15 km                            | Poursuite / Skiathlon 2 × 15 km | 30 km libre                      | 50 km | Relais                           | Relais    |
| Épreuve / Édition      | libre                            | classique                        | libre                            | classique                        | Poursuite / Skiathlon 2 × 15 km | 30 km libre                      | 50 km | Sprint                           | 4 × 10 km |
| JO 2002 Salt Lake City | 33e                              | Épreuve inexistante à cette date | Épreuve inexistante à cette date | —                                | 39e                             | 22e                              | —     | Épreuve inexistante à cette date | 14e       |
| JO 2006 Turin          | 35e                              | Épreuve inexistante à cette date | Épreuve inexistante à cette date | —                                | —                               | Épreuve inexistante à cette date | —     | 6e                               | —         |
| JO 2010 Vancouver      | Épreuve inexistante à cette date | 13e                              | 38e                              | Épreuve inexistante à cette date | —                               | Épreuve inexistante à cette date | —     | 5e                               | 11e       |
| JO 2014 Sotchi         | 25e                              | Épreuve inexistante à cette date | Épreuve inexistante à cette date | 33e                              | —                               | Épreuve inexistante à cette date | —     | 8e                               | —         |

Légende :
- : pas d'épreuve
- — : non disputée pas Chebotko

### Championnats du monde
Nikolay Chebotko a pris part à sept Championnats du monde avec pour meilleur résultat individuel une 8e place en sprint obtenue en 2005. En 2013, il est associé à Alexey Poltoranin lors du sprint par équipes, la paire kazakhe remporte la médaille de bronze derrière les Russes et les Suédois.
| Épreuve / Édition           | Sprint                           | Sprint                           | 15 km                            | 15 km                            | Poursuite / Skiathlon 2 × 15 km | 50 km | Relais                    | Relais    |
| Épreuve / Édition           | libre                            | classique                        | libre                            | classique                        | Poursuite / Skiathlon 2 × 15 km | 50 km | Sprint                    | 4 × 10 km |
| Mondiaux 2003 Val di Fiemme | 34e                              | Épreuve inexistante à cette date | Épreuve inexistante à cette date | —                                | 45e                             | 58e   | —                         | 13e       |
| Mondiaux 2005 Oberstdorf    | Épreuve inexistante à cette date | 8e                               | 35e                              | Épreuve inexistante à cette date | 40e                             | —     | 7e                        | 10e       |
| Mondiaux 2007 Sapporo       | Épreuve inexistante à cette date | 19e                              | 31e                              | Épreuve inexistante à cette date | —                               | —     | —                         | 7e        |
| Mondiaux 2009 Liberec       | 16e                              | Épreuve inexistante à cette date | Épreuve inexistante à cette date | 59e                              | 23e                             | —     | 7e                        | 10e       |
| Mondiaux 2013 Val di Fiemme | Épreuve inexistante à cette date | 14e                              | 63e                              | Épreuve inexistante à cette date | —                               | —     | Médaille de bronze, monde | 13e       |
| Mondiaux 2015 Falun         | Épreuve inexistante à cette date | 29e                              | 55e                              | Épreuve inexistante à cette date | —                               | -     | 18e                       | 13e       |
| Mondiaux 2019 Seefeld       | 64e                              | Épreuve inexistante à cette date | Épreuve inexistante à cette date | -                                | -                               | —     | 13e                       | -         |

Légende :
- : troisième place, médaille de bronze
- : pas d'épreuve
- — : non disputée par Chebotko

### Coupe du monde
- Meilleur classement général : 33e en 2009 et 2013.
- 2 podiums : 
  - 2 podiums en épreuve collective : 1 victoire et 1 deuxième place.
- 3 podiums sur des étapes de tour : 1 deuxième place et 2 troisièmes places.

#### Classements par saison
| Saison / Épreuve | Saison / Épreuve | Général | Général | Distance | Distance | Sprint | Sprint | Tour de ski depuis 2007          | Finales depuis 2008              | Nordic Opening depuis 2011       |
| ---------------- | ---------------- | ------- | ------- | -------- | -------- | ------ | ------ | -------------------------------- | -------------------------------- | -------------------------------- |
| Saison / Épreuve | Saison / Épreuve | Class.  | Points  | Class.   | Points   | Class. | Points | Tour de ski depuis 2007          | Finales depuis 2008              | Nordic Opening depuis 2011       |
| 2004             | 2004             | 59e     | 71      | 56e      | 34       | 39e    | 37     | Épreuve inexistante à cette date | Épreuve inexistante à cette date | Épreuve inexistante à cette date |
| 2005             | 2005             | 71e     | 53      | 64e      | 16       | 34e    | 37     | Épreuve inexistante à cette date | Épreuve inexistante à cette date | Épreuve inexistante à cette date |
| 2006             | 2006             | 76e     | 56      | 97e      | 11       | 35e    | 45     | Épreuve inexistante à cette date | Épreuve inexistante à cette date | Épreuve inexistante à cette date |
| 2007             | 2007             | 111e    | 19      | 79e      | 13       | 75e    | 6      | -                                | Épreuve inexistante à cette date | Épreuve inexistante à cette date |
| 2008             | 2008             | 63e     | 94      | 92e      | 1        | 28e    | 93     | 33e                              | 38e                              | Épreuve inexistante à cette date |
| 2009             | 2009             | 33e     | 243     | 33e      | 122      | 38e    | 69     | 18e                              | -                                | Épreuve inexistante à cette date |
| 2010             | 2010             | 47e     | 167     | 56e      | 51       | 23e    | 100    | 27e                              | -                                | Épreuve inexistante à cette date |
| 2011             | 2011             | 47e     | 149     | 35e      | 94       | 77e    | 15     | -                                | -                                | 13e                              |
| 2012             | 2012             | 58e     | 129     | 65e      | 34       | 33e    | 67     | 45e                              | -                                | 17e                              |
| 2013             | 2013             | 33e     | 262     | 53e      | 49       | 10e    | 183    | Abandon                          | -                                | 16e                              |
| 2014             | 2014             | 68e     | 80      | 82e      | 16       | 50e    | 40     | -                                | -                                | 19e                              |
| 2015             | 2015             | 125e    | 15      | -        | -        | 69e    | 15     | -                                | -                                | -                                |

### Championnats du monde junior
En trois participations aux Championnats du monde juniors, Nikolay Chebotko a pour meilleur résultat une 5e sur le 30 km en style classique, obtenu aux Mondiaux 2002 à Schonach.
| Épreuve / Édition           | Sprint                           | Sprint                           | 10 km                            | 10 km                            | 30 km classique | Relais                           |
| Épreuve / Édition           | libre                            | classique                        | libre                            | classique                        | 30 km classique | Relais                           |
| Mondiaux 2000 Strbske Pleso | 38e                              | Épreuve inexistante à cette date | 66e                              | Épreuve inexistante à cette date | 25e             | Épreuve inexistante à cette date |
| Mondiaux 2001 Karpacz       | 45e                              | Épreuve inexistante à cette date | Épreuve inexistante à cette date | 18e                              | 41e             | Épreuve inexistante à cette date |
| Mondiaux 2002 Schonach      | Épreuve inexistante à cette date | Épreuve inexistante à cette date | 10e                              | Épreuve inexistante à cette date | 5e              | Épreuve inexistante à cette date |

### Universiades
- 6 médailles[4] :
  -  Médaille d'or du sprint libre en 2003 à Tarvisio.
  -  Médaille d'or du relais en 2005 à Innsbruck.
  -  Médaille d'or du sprint libre en 2007 à Turin.
  -  Médaille d'or du relais en 2007.
  -  Médaille d'argent du dix kilomètres libre en 2005.
  -  Médaille de bronze du relais en 2003.

### Jeux asiatiques
- 9 médailles[4] :
  -  Médaille d'or du relais en 2007 à Changchun.
  -  Médaille d'or du relais  en 2011 à Astana et Almaty.
  -  Médaille d'or du sprint par équipes en 2011.
  -  Médaille d'argent du relais en 2003 à Aomori.
  -  Médaille d'argent du sprint en 2011.
  -  Médaille d'argent du dix kilomètres en 2011.
  -  Médaille d'argent du relais en 2017 à Sapporo.
  -  Médaille de bronze du quinze kilomètres en 2011.
  -  Médaille de bronze du trente kilomètres en 2017.

### Coupe de Scandinavie
- 1 victoire.